# Давіде Масса
Давіде Масса (італ. Davide Massa, нар. 15 липня 1981) — італійський футбольний арбітр. Арбітр ФІФА з 2014 року.

## Суддівська кар'єра
Судив матчі на аматорському рівні, а влітку 2006 року був підвищений до Серії С. В липні 2010 року отримав право судити ігри Серії Б. Дебютним поєдинком у другому італійському дивізіоні для Давіде стала гра «Віченца» — «Портогруаро», проведений 28 серпня 2010 року.
Згодом, з серпня по січень, він провів ще десять матчів як головний арбітр і у січні 2011 року Масса був підвищений для проведення матчів у Серії А. У вищому дивізіоні він дебютував 23 січня 2011 року в матчі "Фіорентина — «Лечче».
У 2014 році він був внесений до списку міжнародних суддів. Перший матч національних збірних він відсудив 8 червня 2015 року між Туреччиною та Болгарією.
3 листопада 2016 року він вперше у своїй кар'єрі судив матч у рамках групового етапу Ліги Європи — «Маккабі» (Тель-Авів) — АЗ (Алкмар).
У 2017 році Масса був обраний для проведення матчів у рамках юнацького чемпіонату Європи U-19 у Грузії. На цьому турнірі він судив три матчі, в тому числі півфінальний, між Англією та Чехією (1:0).
13 серпня 2017 року він був головним арбітром Суперкубка Італії між «Ювентусом» та «Лаціо» (2:3), а за кілька днів до того, 8 серпня, Масса працював асистентом на Суперкубку УЄФА у суддівській бригаді Джанлуки Роккі.
У сезоні 2018/19 дебютував у груповому етапі Ліги чемпіонів УЄФА, відсудивши 6 листопада 2018 року гру «Порто» — «Локомотив» (Москва).
У травні 2019 року він був обраний ФІФА як один з арбітрів молодіжного чемпіонату світу до 20 років у Польщі, де провів два матча.
У травні 2021 року судив фінал кубка Італії, показавши червону картку гравцю «Аталанти» Рафаелу Толою. 

## Виноски
1. ↑  2019 Refereeing International Lists (PDF) (англ.). Архів оригіналу (PDF) за 12 листопада 2020. Процитовано 19 травня 2021.
2. ↑  ARBITRI DISMESSI dalla C.A.N. C. Архів оригіналу за 3 січня 2011. Процитовано 19 травня 2021.
3. ↑  Calcio: l'arbitro imperiese Davide Massa esordisce sabato in Serie B. Sanremonews.it (it-IT) . 26 серпня 2010. Архів оригіналу за 19 травня 2021. Процитовано 19 травня 2021.
4. ↑  ACF Fiorentina 1:1 US Lecce (англ.). Архів оригіналу за 23 грудня 2019. Процитовано 19 травня 2021.
5. ↑  UEFA U-19 Euro 2017 (англ.). Архів оригіналу за 19 травня 2021. Процитовано 19 травня 2021.
6. ↑  Juventus 2-3 SS Lazio (англ.). Архів оригіналу за 23 грудня 2019. Процитовано 19 травня 2021.
7. ↑  UEFA.com. The official website for European football. UEFA.com (англ.). Архів оригіналу за 19 травня 2021. Процитовано 19 травня 2021.
8. ↑  List of appointed Match Officials FIFA U-20 World Cup 2019 (PDF) (англ.). Архів оригіналу (PDF) за 27 березня 2019. Процитовано 19 травня 2021.
9. ↑  FINALE TIMVISION CUP 2020/2021 - LA DESIGNAZIONE ARBITRALE | News | Lega Serie A. www.legaseriea.it (італ.). Архів оригіналу за 17 травня 2021. Процитовано 19 травня 2021.
10. ↑  Match Report 2020-21 Final. www.legaseriea.it (англ.). Архів оригіналу за 19 травня 2021. Процитовано 19 травня 2021.